# Szymon Włodarczyk
Szymon Włodarczyk (Wałbrzych, Polonia, 5 de enero de 2003) es un futbolista polaco que juega de delantero en la U. S. Salernitana 1919 de la Serie B. 

## Carrera
Nacido en Wałbrzych, voivodato de Baja Silesia, Szymon Włodarczyk es hijo del también futbolista Piotr Włodarczyk. Comenzó su formación profesional en el Legia de Varsovia, mismo club en el que militó su padre en 1997 y entre 2004 y 2007. En las categorías inferiores del Legia destacó al abrir el marcador en la final de la Copa de Polonia frente a la cantera del Lech Poznań en junio de 2019, partido que culminó en victoria por 1-3. Debutó oficialmente con el primer equipo el 15 de julio de 2020, entrando como sustituto de Piotr Pyrdoł en el minuto 58 durante un partido de liga frente al Lechia Gdańsk. El 25 de junio de 2022, tras finalizar su contrato de vinculación con la entidad varsoviana, firmó por el Górnik Zabrze hasta 2025. En este equipo solo completó una campaña ya que en julio de 2023 fue traspasado al SK Sturm Graz. En su primer año en Austria contribuyó a que el equipo lograra el doblete y en agosto de 2024 fue prestado a la U. S. Salernitana 1919.

## Selección nacional
Szymon Włodarczyk fue integrante de la selección de fútbol sub-17 de Polonia entre 2019 a 2020, acumulando doce goles en nueve partidos. Anotó su primer gol en representación de su país el 6 de septiembre de 2019, en la victoria por 2-1 frente a Georgia. Dos días más tarde, el 8 de septiembre, Włodarczyk marcó un doblete en el enfrentamiento contra Suiza que finalizó en 4-1 a favor del conjunto polaco. El delantero jugó como titular ante Liechtenstein el 12 de octubre de 2019, logrando cinco goles durante la primera parte en un partido cuyo resultado global fue 11-0. El 14 de mayo de 2021 fue convocado para la selección sub-19 junto a su compañero de equipo Jakub Kisiel.

## Palmarés

### Títulos nacionales
| Título          | Club              | País    | Año     |
| --------------- | ----------------- | ------- | ------- |
| Ekstraklasa     | Legia de Varsovia | Polonia | 2019-20 |
| Ekstraklasa     | Legia de Varsovia | Polonia | 2020-21 |
| Copa de Austria | S. K. Sturm Graz  | Austria | 2023-24 |
| Bundesliga      | S. K. Sturm Graz  | Austria | 2023-24 |